# Gruppo Sportivo Solvay Rosignano 1948-1949
Questa voce raccoglie le informazioni riguardanti il Gruppo Sportivo Solvay Rosignano nelle competizioni ufficiali della stagione 1948-1949.

## Rosa
| N. |                   | Ruolo | Calciatore        |
| -- | ----------------- | ----- | ----------------- |
|    | Italia (bandiera) | C     | Giuseppe Cammilli |
|    | Italia (bandiera) | A     | Gino Caramelli    |
|    | Italia (bandiera) | C     | Ersilio Chellini  |
|    | Italia (bandiera) | D     | R. Corsini        |
|    | Italia (bandiera) | A     | P. Gambarelli     |
|    | Italia (bandiera) | A     | M. Garzelli       |
|    | Italia (bandiera) | A     | Ilio Guidugli     |
|    | Italia (bandiera) | C     | D. Mazzi          |

| N. |                   | Ruolo | Calciatore      |
| -- | ----------------- | ----- | --------------- |
|    | Italia (bandiera) | A     | L. Onida        |
|    | Italia (bandiera) | D     | L. Pelosini     |
|    | Italia (bandiera) | A     | M. Picchi       |
|    | Italia (bandiera) | C     | G. Piombanti    |
|    | Italia (bandiera) | D     | Alvaro Porciani |
|    | Italia (bandiera) | A     | U. Tagliamacco  |
|    | Italia (bandiera) | P     | O. Volandri     |